# Plaque cimmérienne
La plaque cimmérienne est une ancienne plaque tectonique de la lithosphère de la planète Terre. Elle exista il y a entre 300 et 150 millions d'années et couvrait les parties actuelles de la Turquie, de l'Iran, de l'Afghanistan et du Tibet.

## Histoire
Il y a 300 millions d'années, un rift parallèle à la côte se forme dans la Pangée, créant la plaque cimmérienne et détachant une masse continentale allongée : la Cimmérie. Ce nouveau continent est encadré par l'océan Paléo-Thétys au nord et par le nouvel océan Neo-Thétys au sud.
Du fait de l'ouverture d'une nouvelle dorsale au sud de l'océan et de la présence d'un continent au nord (la Laurasia), une zone de subduction apparait à la marge continentale de la Laurasia et par laquelle la plaque cimmérienne disparait. Pendant 150 millions d'années, la dorsale qui a créé la plaque cimmérienne se déplace vers le nord, repoussant dans la même direction la plaque cimmérienne.
Il y a 220 millions d'années, l'ouest de la Cimmérie entre en collision avec la Laurasia. L'orogenèse cimmérienne débute avec la création de chaînes de montagnes à la soudure des deux masses continentales. L'océan Paléo-Thétys commence à disparaître par la même occasion en se fermant par l'ouest. Il y a 200 millions d'années, l'est de la Cimmérie entre en collision avec deux micro-continents qui constitueront une partie de la Chine et l'est de la Laurasia. La Paléo-Thétys avait disparu et l'orogenèse cimmérienne s'étend à toute la côte sud de la Laurasia. La remontée de la dorsale de la Thétys se poursuivant vers le nord, une nouvelle zone de subduction apparaît sur la nouvelle côte sud de la Laurasia et par laquelle la disparition de la plaque cimmérienne se termine il y a 150 millions d'années.

### Référence
- (en) Cet article est partiellement ou en totalité issu de l’article de Wikipédia en anglais intitulé « Cimmerian Plate » (voir la liste des auteurs).